# 卡拉佩斯冰原島峰
76°53′S 159°24′E / 76.883°S 159.400°E
卡拉佩斯冰原島峰（英語：Carapace Nunatak）是南極洲的冰原島峰，位於奧次地，處於布魯克山西南面15公里，由新西蘭探險隊命名，現時由南極條約體系管理。